# Thornbrough
Thornbrough est une paroisse civile du Yorkshire du Nord, en Angleterre.